# Pi Andromedae

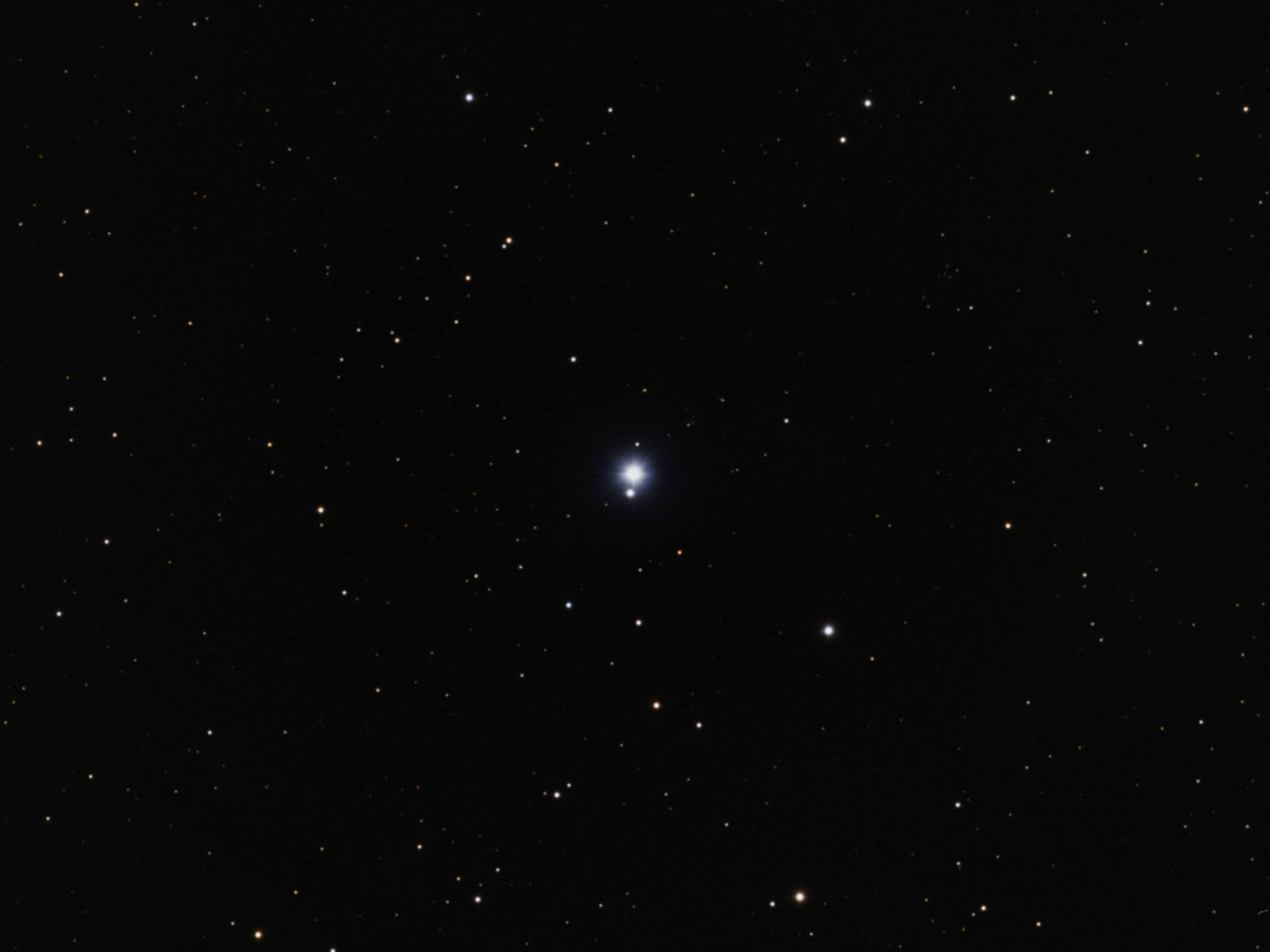
π Andromedae im optischen Licht

π Andromedae (Pi Andromedae, kurz π And) ist ein  dem bloßen Auge recht lichtschwach erscheinender blauweißer Dreifachstern im Sternbild Andromeda, etwa drei Grad nördlich des helleren Sterns Delta Andromedae gelegen. Seine scheinbare Gesamthelligkeit beträgt 4,36m. Nach Parallaxen-Messungen der Raumsonde Gaia ist π And circa 577 Lichtjahre von der Erde entfernt.
π And ist ein spektroskopischer Doppelstern, dessen beide sehr ähnlichen Komponenten von der Erde aus gesehen extrem nahe beieinander stehen, so dass sie in einem Teleskop nicht getrennt beobachtet werden können. Ihre Doppelsternnatur ist nur interferometrisch sowie durch die periodischen  Verschiebungen der Spektrallinien aufgrund variierender Radialgeschwindigkeit nachweisbar. Beide Komponenten sind heiße Hauptreihensterne der Spektralklasse B5 V. Sie werden als π And Aa und π And Ab bezeichnet und sind 4,9m bzw. 5,3m hell. Die beiden Sterne dürften jeweils etwa 5 Sonnenmassen, 4,7 Sonnendurchmesser und 1000 Sonnenleuchtkräfte besitzen. Die effektive Temperatur ihrer Chromosphäre beträgt etwa 15000 Kelvin. Sie umkreisen einander alle 143,6 Tagen auf einem stark elliptischen Orbit, dessen Exzentrizität 0,56 beträgt.
Ein weiterer, 7,08m heller Begleiter π And B, der auch die Bezeichnung BD+32 102 führt, umrundet den spektroskopischen Doppelstern π And A in wesentlich größerer Distanz. Von der Erde aus betrachtet stand er im Jahr 2019 etwa 36,2 Bogensekunden von dem engen Doppelsternpaar entfernt. Gaias Parallaxenmessungen ergaben für diesen Begleiter eine Entfernung von etwa 568 Lichtjahren von der Erde und bestätigen somit bei Berücksichtigung der Messunsicherheit, dass er gravitativ an π And A gebunden ist. Es handelt sich um einen Hauptreihenstern der Spektralklasse A6 V, der π And A in einem mittleren Abstand von mindestens 7200 Astronomischen Einheiten in wenigstens 175.000 Jahren umkreist.
Ferner wird im Washington Double Star Catalog ein nur 13,01m heller, noch weiter außen liegender Begleiter π And C verzeichnet, der auch die Katalogbezeichnung UCAC4 619-001760 trägt. Im Jahr 2016 hatte er eine Distanz von etwa 55,20 Bogensekunden zu π And A. Es handelt sich aber nur um einen optischen Begleiter, der zufällig von der Erde aus gesehen auf derselben Sichtlinie liegt, denn er ist viel weiter, etwa 2380 Lichtjahre, entfernt.